# Põhja-Tallinn
Põhja-Tallinn là một quận (tiếng Estonia: linnaosa) của Tallinn, thủ đô Estonia. Quận có dân số 56.064 người (thời điểm ngày 1/3/2010))..

## Phân chia hành chính
Quận này gồm có 9 phó quận: (tiếng Estonia: asum): Kalamaja, Karjamaa, Kelmiküla, Kopli, Merimetsa, Paljassaare, Pelgulinn, Pelguranna và Sitsi.